# Wiktor Sadowniczi
Wiktor Antonowicz Sadowniczi (ros. Ви́ктор Анто́нович Садо́вничий, ur. 3 kwietnia 1939 we wsi Krasnopawliwka w obwodzie charkowskim) – radziecki i rosyjski matematyk, doktor nauk fizyczno-matematycznych, rektor Moskiewskiego Uniwersytetu Państwowego (od 1992), członek partii Jedna Rosja. 

## Życiorys
Syn robotnika i kołchoźniczki. Zamierzał wstąpić do Białoruskiej Państwowej Akademii Gospodarstwa Wiejskiego, ale przyjaciel doradził mu Wydział Matematyczno-Mechaniczny Moskiewskiego Uniwersytetu Państwowego, który Sadowniczi ukończył z wyróżnieniem w 1963 roku. W latach 70. i 80. XX wieku piastował czołowe stanowiska w komisji rekrutacyjnej (ros. приёмная комиссия) Wydziału Matematyczno-Mechanicznego i, jak utrzymuje wielu matematyków (Aleksandr Szeń, George Szpiro i in.), był jedną z głównych osób, którzy ugruntowywali politykę antysemityzmu na tym wydziale. Ponieważ za czasów ZSRR był aktywnym działaczem Komunistycznej Partii Związku Radzieckiego, ówczesny prezydent kraju Borys Jelcyn był przeciwny mianowaniu Sadowniczego na stanowisko rektora Moskiewskiego Uniwersytetu Państwowego. 
W 1997 roku został członkiem rzeczywistym Rosyjskiej Akademii Nauk. 19 listopada 2004 roku Prezydent Rzeczypospolitej Polskiej Aleksander Kwaśniewski, przyjął w Pałacu Prezydenckim Profesora Wiktora Sadowniczego, aby porozmawiać o współpracy między środowiskami naukowymi Federacji Rosyjskiej i Rzeczypospolitej Polskiej oraz o współpracy Uniwersytetu im. M. Łomonosowa z polskimi ośrodkami akademickimi. Od roku 2008 Sadowniczi był wiceprezydentem Rosyjskiej Akademii Nauk. Jest członkiem Rady Powierniczej Rosyjskiego Towarzystwa Geograficznego. Podczas pandemii COVID-19 zaproponował prognozę opartą na matematycznym modelu rozwoju tej pandemii. 6 marca 2022 podpisał oświadczenie Związku Rektorów Federacji Rosyjskiej (ros. Российский союз ректоров) o poparciu inwazji Rosji na Ukrainę.
Jego nazwiskiem została nazwana planetoida (7075) Sadovnichij.